# Necròpoli de Carenque

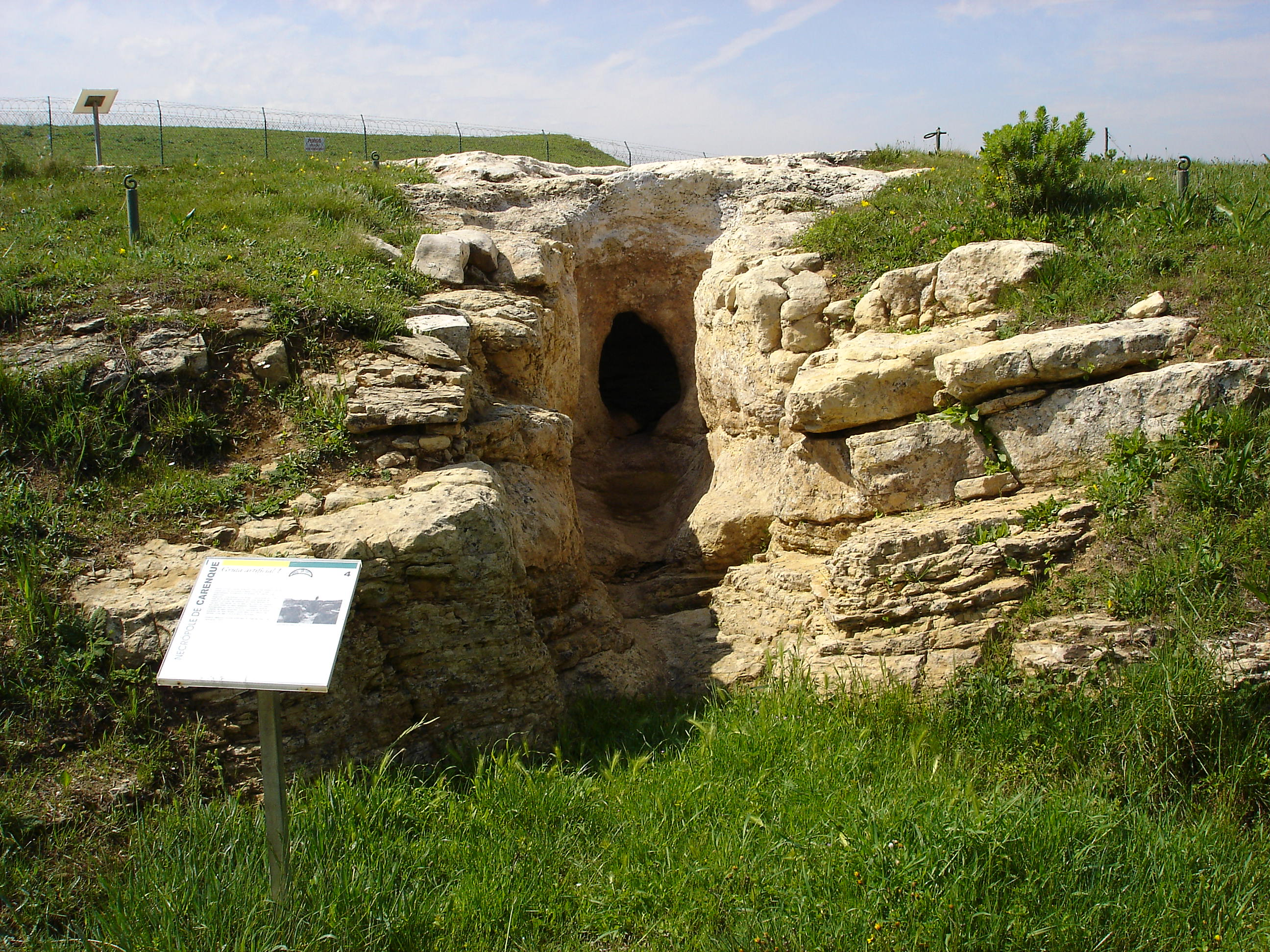
Necròpoli de Carenque

La Necròpoli de Carenque és un jaciment arqueològic constituït per tres sepulcres col·lectius excavats en els afloraments calcaris de Tojal de Vila Chã, freguesia de la Mina, a Amadora, Portugal. Aquests sepulcres o túmuls, genèricament designats com a hipogeus, s'integren en una tradició cultural funerària mediterrània, en una fase tardana del megalitisme. La construcció i primeres deposicions de cadàvers es remunten al final del Neolític (4t mil·lenni ae), i també s'empraren en l'Eneolític.
Fou descoberta i estudiada per Manuel Heleno el 1932, i està classificada com a Monument Nacional (Decret núm. 26235 de 20 de gener de 1936).
La necròpoli té una arquitectura característica, amb accés per un corredor que comunica amb una cambra funerària per un petit portal de formes arredonides. Tant el corredor com aquesta claraboia estaven coberts amb lloses que tancaven l'estructura a l'exterior.
Dels morts allí sepultats poc se sap. No provenen tots del mateix poblat ni han pertangut a cap formació social específica amb accés exclusiu a la necròpoli. Dels rituals a què els sotmeteren també es desconeix gairebé tot, però s'accepta que en les deposicions més antigues els cadàvers estaven ajupits contra les parets, en posició fetal i envoltats de les respectives ofrenes.
Les troballes són algunes ossades d'individus representatius dels tipus humans que habitaven llavors el sud d'Estremadura. Se'n replegaren també ceràmica, materials lítics i metàl·lics, així com ofrenes, que acompanyaven els morts en el ritual funerari. Les més freqüents són ídols de pedra, que varien de cilindres llisos o decorats a representacions d'estris, i també s'hi han trobat plaques d'esquist i llunetes de pedra, ambdues amb orificis per ser penjades. Aquests artefactes es troben en dipòsit al Museu Nacional d'Arqueologia de Lisboa, integrant puntualment exposicions d'aquesta institució.